# Groupe de NGC 434
Le groupe de NGC 434 comprend au moins dix galaxies situées dans les constellations du  Toucan, du Phénix et de l'Hydre. La distance moyenne entre ce groupe et la Voie lactée est d'environ 73,9 Mpc (∼241 millions d'al). 

## Membres
Le tableau ci-dessous liste les 10 galaxies du groupe dans l'ordre indiquées dans l'article de A.M. Garcia paru en 1993. Une caractéristique remarquable de ce groupe est la taille de ses galaxies. Elles dépassent toutes les 100 kal et plusieurs d'entre elles peuvent être qualifiées de très vastes galaxies. L'une d'elles atteint même une taille de presque 375 kal.
| Nom        | Constellation | Classification | Type                  | α (J2000.0)   | δ (J2000.0)  | Vitesse radiale (km/s) | Magnitude apparente | Distance (Mpc) | Dimensions (kal) |
| ---------- | ------------- | -------------- | --------------------- | ------------- | ------------ | ---------------------- | ------------------- | -------------- | ---------------- |
| NGC 434    | Toucan        | SAB(s)ab       | Spirale intermédiaire | 01h 12m 14.1s | -58° 14′ 53″ | 4924 ± 26              | 12,0                | 70,7 ± 5,0     | 196              |
| NGC 440    | Toucan        | SA(s)bc pec?   | Spirale               | 01h 12m 48.5s | -58° 16′ 56″ | 5014 ± 20              | 13,2                | 74,0 ± 5,2     | 138              |
| ESO 113-27 | Toucan        | (R')SB(s)c     | Spirale barrée        | 01h 14m 01.4s | -57° 56′ 07″ | 4897 ± 8               | 12,50               | 70,3 ± 4,9     | 372              |
| NGC 466    | Toucan        | SA0^+(rs)?     | Lenticulaire          | 01h 17m 13.2s | -58° 54′ 36″ | 5262 ± 26              | 12,7                | 75,8 ± 5,3     | 238              |
| NGC 484    | Toucan        | SA0^-          | Lenticulaire          | 01h 19m 34.7s | -58° 31′ 28″ | 5105 ± 26              | 11,1                | 73,5 ± 5,2     | 258              |
| ESO 151-27 | Phénix        | Sbc            | Spirale               | 01h 11m 00.8s | -55° 52′ 14″ | 5304 ± ?               | 12,59 ± 0,09        | 76,1 ± 5,3     | 161              |
| IC 1649    | Phénix        | SA0^-          | Lenticulaire          | 01h 11m 50.9s | -55° 51′ 26″ | 5338 ± 10              | 13,9                | 76,6 ± 5,4     | 190              |
| ESO 114-1  | Hydre         | SAB(r)ab       | Spirale intermédiaire | 01h 37m 40.6s | -60° 51′ 54″ | 5425 ± 30              | 13,80 ± 0,09        | 78,5 ± 5,5     | 131              |
| NGC 434A*  | Toucan        | SB0/a(s) pec   | Lenticulaire          | 01h 12m 29.6s | -58° 12′ 34″ | 4828 ± 8               | 14,9                | 69,3 ± 4,9     | 129              |
| ESO 113-35 | Toucan        | SB0^           | Lenticulaire          | 01h 18m 41.2s | -58° 34′ 53″ | 5063 ± 6               | 12,66 ± 0,09        | 74,0 ± 5,2     | 138              |

- C'est la galaxie PGC 4344 située au nord-est de NGC 434.

Le site DeepskyLog permet de trouver aisément les constellations des galaxies mentionnées dans ce tableau ou si elles ne s'y trouvent pas, l'outil du site constellation permet de le faire à l'aide des coordonnées de la galaxie. Sauf indication contraire, les données proviennent du site NASA/IPAC.